# Bestiariusz Ashmole’a

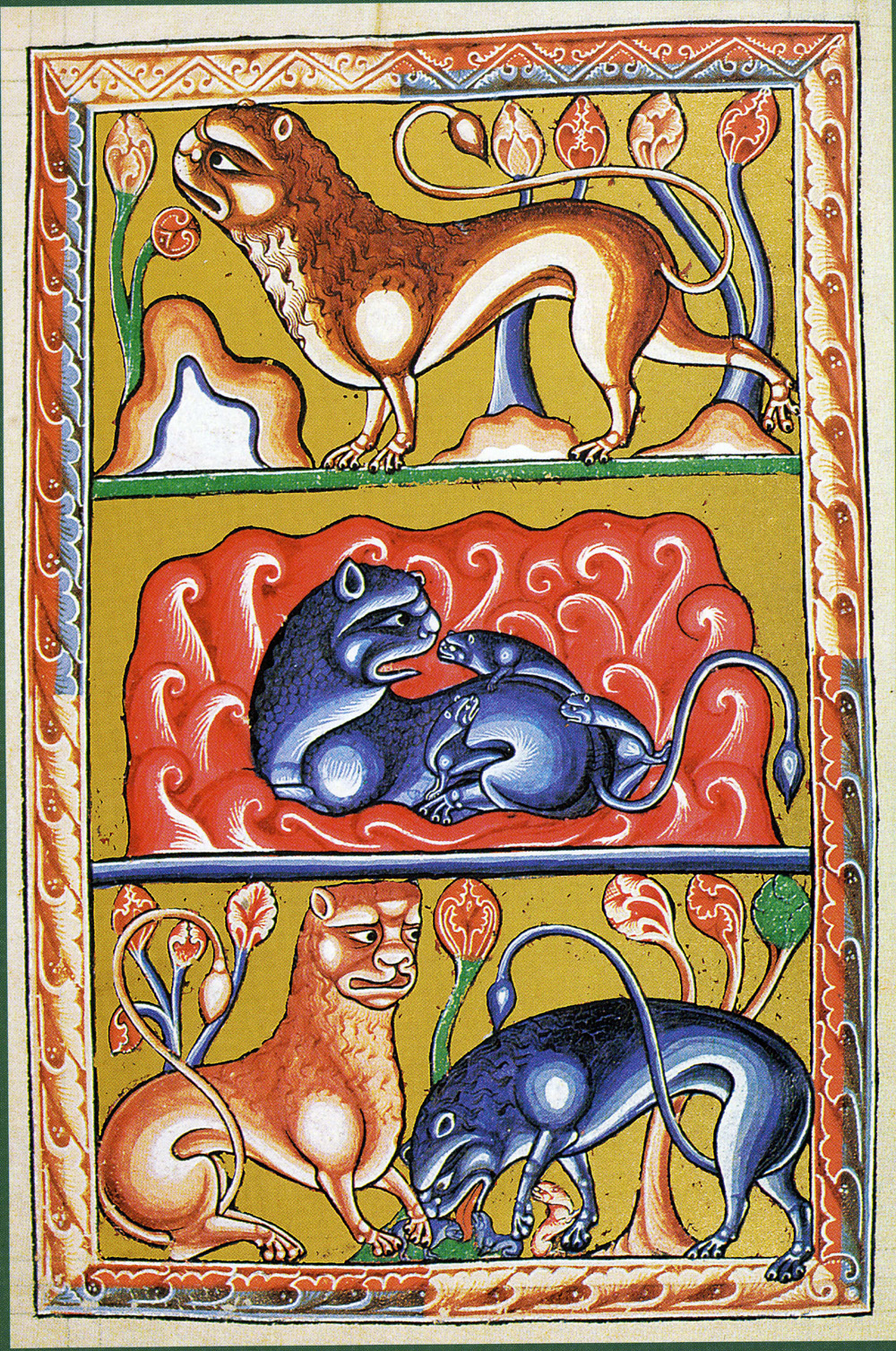
Miniatura przedstawiająca lwy

Bestiariusz Ashmole’a – iluminowany średniowieczny bestiariusz, powstały około 1210 roku w południowej  Anglii. Przechowywany jest w Bibliotece Bodlejańskiej na Uniwersytecie Oksfordzkim (sygnatura MS. Ashmole 1511).
Manuskrypt ma wymiary 275×185 mm i liczy 105 kart in folio. Nieznane jest dokładne miejsce powstania, autor i wczesne dzieje rękopisu. Wykazuje on jednak znaczne podobieństwo ikonograficzne do Bestiariusza z Aberdeen, co wskazuje na to, iż obydwie księgi wyszły najprawdopodobniej z tego samego skryptorium. Właściwy bestiariusz poprzedzają sceny stworzenia świata, które zamyka przedstawienie Adama nadającego imiona zwierzętom, opatrzone odpowiednimi wersetami z Księgi Rodzaju. Manuskrypt zawiera także fragmenty pracy Aviarium, której autorem jest Hugh z Fouilloy.
Około 1550 roku bestiariusz znalazł się w posiadaniu Williama Wryghta, pastora w High Wycombe. W późniejszych latach księga kilkukrotnie zmieniała właścicieli, aż w 1664 roku została zakupiona przez Eliasa Ashmole’a, który w 1677 podarował ją Uniwersytetowi Oksfordzkiemu. Pierwotnie stanowiła część zbiorów Ashmolean Museum, a w 1860 roku przeniesiono ją do Biblioteki Bodlejańskiej.